# Rhinogobius similis
Rhinogobius similis es una especie de pez de la familia de los Gobiidae en el orden de los Perciformes.

## Morfología
Los machos pueden llegar a alcanzar los 10 cm de longitud total.

## Depredadores
En el Uzbekistán es depredado por Channa argus warpachowskii .

## Hábitat
Es un pez de Agua dulce y de clima templado.

## Distribución geográfica
Se encuentran en Asia: el Afganistán, la China, Irán.

## Observaciones
Es inofensivo para los humanos.